# Swiss Quality Hotels International
Swiss Quality Hotels International é uma organização sem fins lucrativos e afirma ser a maior rede de hotéis na Suíça. Swiss Quality Hotels International representa 82 hotéis em 52 cidades na Suíça, Alemanha, Áustria e Itália. Os hotéis são de 3, 4 e 5 estrelas.
A organização mantém atividades de vendas e marketing em todo o mundo para melhorar a sua estratégia global de distribuição e presença. A venda e distribuição se derige diretamente à agências de viagens, empresas e clientes individuais.
Cada membro do Swiss Quality Hotels mantêm seu nome próprio, sua identidade, mas são comercializados com o nome "Swiss Quality Hotel".
Na Suíça os hotéis tem que ser classificados pela associação  "Hotelleriesuisse"  e ter pelo menos o selo de qualidade nível
1 do programa de qualidade do turismo suíço.

## História
Swiss Quality Hotels International foi fundada em abril de 1986 por um grupo de hoteleiros alemães e suíços. Inicialmente a organização tinha 19 membros.
Reconhecendo a importância dos sistemas de distribuição eletrônica,  a organização coopera com "Utell International", companhia de servicios de marketing. Swiss Quality Hotels International estava operando até 2003 sob a marca "TOP International Hotels".
Atualmente, a organização opera de forma independente e possui seu próprio sistema de reservas "QOnline".

## Classificações dos hotéis
Em 2001 Swiss Quality Hotels International introduziu a sua própria classificação dos hotéis.. As quatro classificações são "Swiss Quality Excellence", "Swiss Quality Superior", "Swiss Quality Value" e "Swiss Quality Economy".
Swiss Quality Excellence (hotéis de 4 e 5 estrelas)
A exigencias mínimas para a classificação deste nível são pelo menos quatro estrelas da hotelleriesuisse e o selo de qualidade nível II da federação de turismo suíço. Dependendo da localização, os hotéis dispõem salas de referências e equipamentos de ginástica.
Os Swiss Quality Hotels Excellence são: Hotel Seehotel Waldstaetterhof, Brunnen; Hotel Fluela, Davos; Hotel Belvedere, Grindelwald; Hotel Metropole, Interlaken; Hotel Lugano Dante, Lugano;  Coronado, Lugano-Mendrisio; Hotel Seerose, Meisterschwanden; Hotel Eiger, Muerren; Hotel Eden, Spiez; Hotel La Margna, St. Moritz; Hotel Chesa Rosatsch, St. Moritz-Celerina; Alpenhotel Quadratscha Hotel, St. Moritz-Samedan; Park Hotel, Winterthur; Grandhotel Schönegg, Zermatt; Hotel Ambassador, Zurique.
Swiss Quality Superior (hotéis de 4 estrelas)
A exigencias mínimas para a classificação deste nível são pelo menos quatro estrelas da hotelleriesuisse e o selo de qualidade nível II da federação de turismo suíço.
Os Swiss Quality Hotels Superior são: Hotel Excelsior, Arosa; Hotel Kurhotel, Bad-Zurzach; Hotel Metropol, Basileia; Hotel Engel, Basel-Liestal, Hotel Elite, Biel-Bienne, Hotel Central, Davos; Hotel Sonnen Balance, Eich (Lucerna); Hotel Wittelsbacher Hof, Garmisch-Partenkirchen; Hotel Grand Pre, Genebra; Hotel Stella, Interlaken; Hotel Parkhotel Schloss Hünigen, Konolfingen-Berna; Hotel Grichting-Badnerhof, Leukerbad; Hotel Cascada; Lucerna; Hotel Seehotel Kastanienbaum, Kastanienbaum-Lucerne; Hotel Berna, Milan, Hotel Villa Toscane, Montreux; Hotel Schweizerhof, Saas-Fee; Freienhof Hotel, Thun; Hotel Central, o Tux; Walliserhof Hotel, Zermatt, Hotel Claridge, Hotel Wellenberg, Zurique; Hotel Conti, Zurique-Dietikon; Hotel Belvoir, Zurique-Rueschlikon.
Swiss Quality Value (hotéis de 3 e 4 estrelas)
A exigencias mínimas para a classificação deste nível são pelo menos 3 estrelas da hotelleriesuisse e o selo de qualidade nível I da federação de turismo suíço..
Os Swiss Quality Hotels Valor são: Hotel Aarauerhof, Aarau; Hotel Aarau-West, Aarau-Oberentfelden; Hotel Arena Steinmattli, Adelboden; Hotel Michelangelo, Ascona; Hotel Sandi, Bad Ragaz; Hotel Turmhotel, Bad Zurzach; Hotel Baslertor, Basel-Muttenz; Astoria Hotel, Bern; Hotel ABC, Chur; Hotel Koenigshof, Colónia; Hotel Esplanade, Davos; Hotel Drake + Longchamp, Hotel Mon-Repos, Hotel Sagitta, Hotel Mon-Repos, Genebra; Hotel Die Krone, Gottlieben; Turm Hotel Grächerhof, Grächen; Hotel Gstaaderhof, Gstaad; Hotel Oberland, Hotel Goldey, Interlaken; Hotel Bernerhof, Kandersteg; Hotel Mirafiori, Locarno-Orselina; Hotel Monopol, Hotel Waldstätterhof, Lucerna; Hotel Grand Hotel Excelsior, Montreux; Hotel Hotelissimo Haberstock, München; Hotel Sempachersee, Nottwil; Hotel Olten, Olten; Hotel Schiff am Rhein, Rheinfelden-Basileia; Hotel Kemmeriboden, Schangnau; Hotel an der Aare, Soleure; Hotel Arte, Spreitenbach; Hotel Hauser, St. Moritz; Hotel das Reinisch, Viena-Mannswörth; Hotel Villa Post, Vulpera; Hotel Walzenhausen, Walzenhausen-St. Gallen; Alpenroyal Hotel, Zermatt; Helmhaus Hotel, Hotel Rex, Zurique; Hotel Sommerau-Ticino, Zurique-Dietikon; City-und Wellnesshotel Sonnental, Zurique-Dübendorf; Hotel Hostellerie Geroldswil, Zurique-Geroldswil.
Swiss Quality Economy (hotéis de 2 e 3 estrelas)
A exigencias mínimas para a classificação deste nível são pelo menos 2 estrelas da hotelleriesuisse e o selo de qualidade nível I da federação de turismo suiça.
A Swiss Quality Hotels Economia são: Hotel Muenchnerhof, Basileia, o Hotel Metropole, Berna; Hotel Bernina, Genebra; Hotel Acquarello, Lugano, Hotel Belvédère, Wengen.